# دائرة لقصابي
دائرة لقصابي هي إحدى دوائر إقليم كلميم، التابع لجهة كلميم واد نون، المملكة المغربية. تضم الدائرة 7 جماعات قروية، وبلغ عدد سكانها 10303 فرداً سنة 2004 حسب الإحصاء الرسمي للسكان والسكنى. يتبع للدائرة 23 مشيخة و49 دوار.

## التقسيمات الإداريّة
تعتبر دائرة لقصابي إحدى الدوائر المشكّلة لإقليم كلميم، وهو التقسيم الإداري من المستوى الرابع المعتمد في المغرب. ينقسم إقليم كلميم إلى 18 جماعات قروية تختلف من حيث السكان والمساحة، والتي بدورها تنقسم إلى مشيخات تضم عدداً من الدواوير.